# Geoffrey Rush
Geoffrey Roy Rush (Toowoomba, 6 de julho de 1951) é um ator australiano. Rush é um dos poucos atores a vencer os 3 maiores prêmios americanos de atuação, o Oscar (cinema) por Shine - Brilhante, o Emmy (televisão) por The Life and Death of Peter Sellers, e o Tony (teatro) por Exit the King.

## Carreira
Geoffrey Rush iniciou sua carreira no teatro em 1971, pela Queensland Theatre Company (QTC) de Brisbane. Chegou a atuar junto de Mel Gibson, com o qual dividia um apartamento, em uma encenação de Waiting for Godot. Entrou para a televisão na série educativa Consumer Capers, de 1979, e estreou no cinema com o filme Hoodwink (1981), mas obteve pouco sucesso nas telas até 1996 quando estrelou Shine - Brilhante onde teve uma performance elogiadíssima como o pianista David Helfgott, arrebatando assim todos os prêmios da época - incluindo o Oscar de Melhor Ator" de 1997.
Desde então não parou mais de trabalhar, sempre escalado para diversos filmes dos quais sempre se sobressaia em cena, tendo até um currículo considerável durante tão pouco tempo de trabalho.
Em 1998, Rush participou e brilhou em três filmes de peso: a primeira participação foi em Os Miseráveis, dando vida ao Inspetor Javert; em Elizabeth, atuando como o conselheiro da rainha, Sir Francis Walsinghan, pelo qual ganhou seu segundo BAFTA; e em Shakespeare in Love (br: Shakespeare Apaixonado), no qual interpretou um comerciante que manteve a calma em meio ao desastre e que lhe rendeu sua segunda indicação ao Oscar - desta vez de Melhor Ator Coadjuvante.
Rush seria também indicado ao Oscar por Quills (br: Contos Proibidos do Marquês de Sade), como o Marquês de Sade, e O Discurso do Rei, como o fonoaudiológo Lionel Logue.
É conhecido também por participar da série Piratas do Caribe onde viveu o traiçoeiro Capitão Barbossa.
Em 2004, interpretou Peter Sellers no telefilme The Life and Death of Peter Sellers, pelo qual ganhou a maioria dos prêmios da época.
Ganhou um Tony Award (o Oscar do teatro americano) de melhor ator, por seu papel na peça da Broadway "Exit the King", de Eugène Ionesco, que Rush também havia encenado na Austrália.

## Filmografia

### Cinema
- 2019: Storm Boy
- 2017: Pirates of the Caribbean: Dead Men Tell No Tales (br: Piratas do Caribe: A Vingança de Salazar)
- 2016: Gods of Egypt (br: Deuses do Egito)
- 2015: Minions (voz)
- 2013: The Book Thief (br: A Menina Que Roubava Livros)
- 2013: La Migliore Offerta (br / pt: A melhor oferta)
- 2011: Pirates of the Caribbean: On Stranger Tides
- 2011: Green Lantern (Lanterna Verde) (voz)
- 2010: The King's Speech (O Discurso do Rei)
- 2010: Legend of the Guardians: The Owls of Ga'Hoole (voz)
- 2008 - The Laundry Warrior
- 2008 - $9.99 (voz)
- 2007 - Elizabeth: The Golden Age (br: Elizabeth: A Era de Ouro)
- 2007 - Pirates of the Caribbean: At World's End (br: Piratas do Caribe - No Fim do Mundo/ pt: Piratas das Caraíbas: Nos confins do mundo)
- 2006 - Pirates of the Caribbean: Dead Man's Chest (br: Piratas do Caribe - O baú da morte / pt: Piratas das Caraíbas: O cofre do homem morto)
- 2006 - Candy
- 2005 - Munich (br / pt: Munique)
- 2004 - The Life and Death of Peter Sellers
- 2003 - Harvie Krumpet (voz)
- 2003 - Ned Kelly (br / pt: Ned Kelly)
- 2003 - Swimming Upstream (br: Campeão - pt:)
- 2003 - Intolerable Cruelty' (br: O amor custa caro / pt: Crueldade intolerável)
- 2003 - Finding Nemo (br: Procurando Nemo / pt: À procura de Nemo) (voz)
- 2003 - Pirates of the Caribbean - (br: Piratas do Caribe / pt: Piratas das Caraíbas)
- 2002 - The Banger Sisters (br: Doidas demais / pt: As manas rock)
- 2002 - Frida (br / pt: Frida)
- 2001 - The Tailor of Panama (br / pt: O alfaiate do Panamá)
- 2001 - Lantana (br / pt: Lantana)
- 2000 - The Magic Pudding (voz)
- 2000 - Quills (br: Contos proibidos do Marquês de Sade / pt: Quills - As penas do desejo)
- 1999 - House of Haunted Hill (br: A casa da colina / pt:)
- 1999 - Mystery Men (br: Heróis muito loucos / pt: Homens misteriosos)
- 1998 - Shakespeare in Love (br: Shakespeare apaixonado / pt: A paixão de Shakespeare)
- 1998 - Elizabeth (br / pt: Elizabeth)
- 1998 - Les Misérables (br / pt: Os miseráveis)
- 1998 - A Little Bit of Soul (br: Fim de semana diabólico / pt:)
- 1997 - Oscar and Lucinda (br: Oscar e Lucinda / pt:) (voz - narrador)
- 1996 - Children of the Revolution (br: O anti-herói / pt:)
- 1996 - Shine - (br: Shine - Brilhante / pt: Simplesmente genial)
- 1996 - Call Me Sal
- 1995 - Dad and Dave: On Our Selection (br: Dad e Dave - Os conquistadores / pt:)
- 1987 - Twelfth Night
- 1982 - Starstruck
- 1981 - Hoodwink

### Televisão
- 2017 - Genius (br: A vida de Einstein) (série do National Geographic)
- 2004 - The Life and Death of Peter Sellers (br: A vida e morte de Peter Sellers - pt: Eu, Peter Sellers)
- 1997 - Frontier (minissérie)
- 1996 - Mercury (seriado)
- 1981 - Menotti (seriado)

### Prêmios e indicações
- Recebeu duas indicações ao Óscar da Academia para Melhor Ator (principal) por Shine (1996) e Quills (2000), tendo vencido em 1996.
- Recebeu duas indicações ao Óscar da Academia para Melhor Ator (coadjuvante/secundário) por Shakespeare in Love (1998) e "The King's Speech" (2010).
- Recebeu três indicações ao Globo de Ouro de melhor ator em filme dramático, por Shine (1996), e Quills (2000), tendo vencido em 1996.
- Recebeu uma indicação ao Melhor ator coadjuvante, por Shakespeare in Love (1998)
- Ganhou o Globo de Ouro de melhor ator em minissérie ou filme para televisão, o Emmy de Melhor Actor em Série Limitada ou Telefilme, e o Prémio Screen Actors Guild de Melhor Actor em Série Limitada ou Telefilme, por The Life and Death of Peter Sellers (2004).
- Prémio Screen Actors Guild de melhor ator em cinema em 1996 por Shine
- Recebeu duas indicações ao BAFTA na categoria de "Melhor Ator" por Shine(1996) e Quills (2000), tendo vencido em 1996.
- Recebeu duas indicações ao BAFTA na categoria de "Melhor Ator (coadjuvante/secundário)" por Shakespeare in Love (1998) e Elizabeth (1998), tendo vencido por Elizabeth.
- Nomeado aos Emmys para Melhor Actor em Série Limitada ou Telefilme na série Genius (2017), do National Geographic.